# 1951 في الهند
فيما يلي قوائم الأحداث التي وقعت خلال عام 1951 في الهند.

## أحداث
- 1 يناير – دورة الألعاب الآسيوية 1951

## أفلام
من الأفلام التي صدرت هذه السنة في الهند:
- 1 يناير – المتشرد من إخراج راج كابور.

## مواليد

### أبريل
- 22 أبريل – بهاء الدين محمد الندوي

### سبتمبر
- 18 سبتمبر – شبانة عزمي

### نوفمبر
- 7 نوفمبر – مامووتي
- 19 نوفمبر – زينات أمان

## وفيات

### أكتوبر
- 16 أكتوبر – لياقت علي خان (مواليد 1896) سياسي باكستاني.